# Centrale solaire Ello
Ello est une centrale solaire thermodynamique inaugurée en septembre 2019 qui produit de l'énergie électrique pour le réseau Électricité de France (EDF). Elle est située à Llo, commune des Pyrénées-Orientales, et a été conçue par la filiale Sun Cnim de la société Cnim.

## Localisation
Près du port de Llo (1579 m), la centrale solaire est située en Cerdagne, l'un des lieux les plus ensoleillés du territoire métropolitain grâce à des conditions météorologiques particulières : climat sec, altitude assez élevée et éloignement des centres urbains garantissent une atmosphère particulièrement claire une grande partie de l'année. Elle est située à quelques kilomètres du four solaire d'Odeillo qui héberge le laboratoire PROMES-CNRS, de la centrale solaire à tour Thémis et du four solaire de Mont-Louis, le premier de cette taille en service au monde en 1949.

## Description

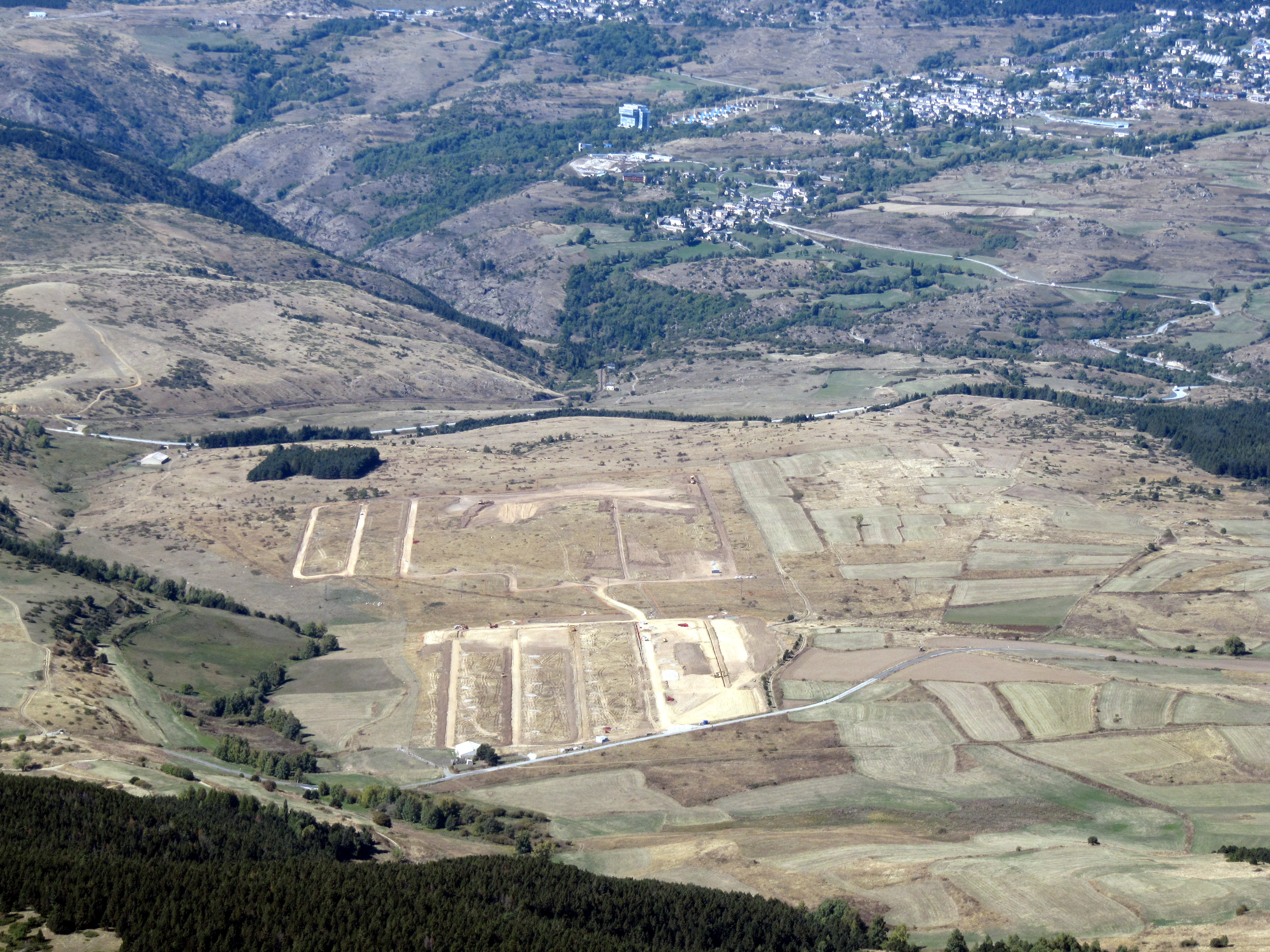
Travaux de sol préparant le site de la centrale solaire Ello fin septembre 2016. Au second plan, au milieu, le four solaire d'Odeillo.

eLLO est une centrale solaire thermodynamique de 9 MW électriques de type linéaire Fresnel dotée de près de 153 200 m2 de miroirs répartis sur 36 ha, suivant la course du soleil pour chauffer de longs tubes fixes et produire de la vapeur d'eau. Cette vapeur peut être stockée dans 9 ballons correspondant à 4 heures de production, ou directement utilisée pour produire de l'électricité. Grâce au système de stockage thermique, la production d'électricité pourra être effectuée à la demande de l'opérateur du réseau, y compris la nuit, et non uniquement quand la météo s'y prête.
Quelques données chiffrées :
- conçue en France par SUNCNIM, filiale des Cnim.
- investissement de 60 M€[3].
- puissance électrique : 9 MW.
- production électrique (estimée) : 20 GWh par an[2], soit environ la consommation moyenne de 6 000 foyers français
- densité surfacique de puissance moyenne[4] : ~6,9 W·m-2 (prévision).
- fluide caloporteur : vapeur saturée à 285 °C, 70 bars.
- durée de stockage de l'énergie : 4 heures à pleine puissance grâce à 9 ballons de vapeur d'eau chaude de 120 m3 chacun.
- 95 200 miroirs pour une surface de collecte de 153 000 m2.
- 11 km de tubes récepteurs fixes à 8,5 m du sol.
- 33 ha utilisés sur un terrain de 36 ha.

## Dates principales
- 2010 : démonstrateur opérationnel dans les locaux des Cnim à La Seyne-sur-Mer dans le Var : 720 m2 de miroirs pour 50x20 m au sol, production de vapeur saturée à 100 bars[5].
- 2012 : lauréat d'un appel d'offres de la Commission de régulation de l'énergie
- Décembre 2015 : obtention du permis de construire
- Septembre 2016 : début des travaux (prévus pour mai 2016, mais reportés à la suite d'un recours sur le permis de construire[6],[7])
- 20 septembre 2019 : inauguration et mise en service[8]
- L'inauguration par le Premier Ministre Jean Castex

## Références

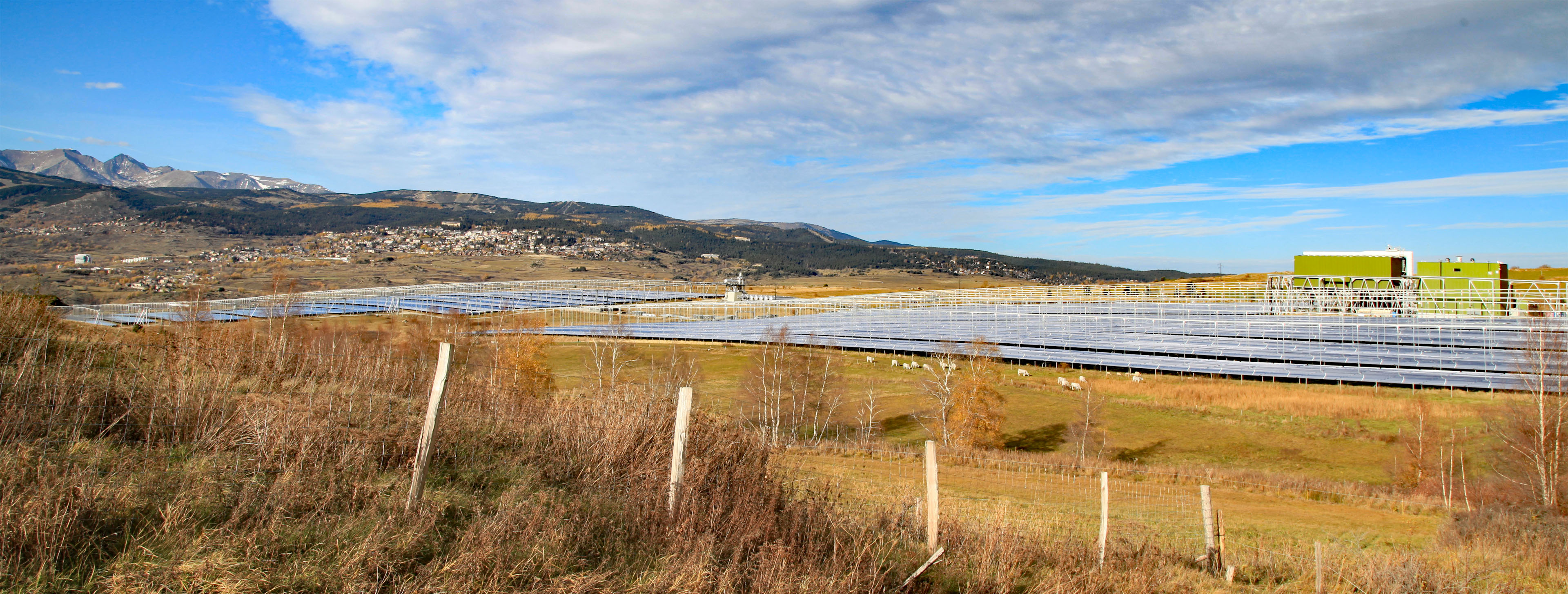
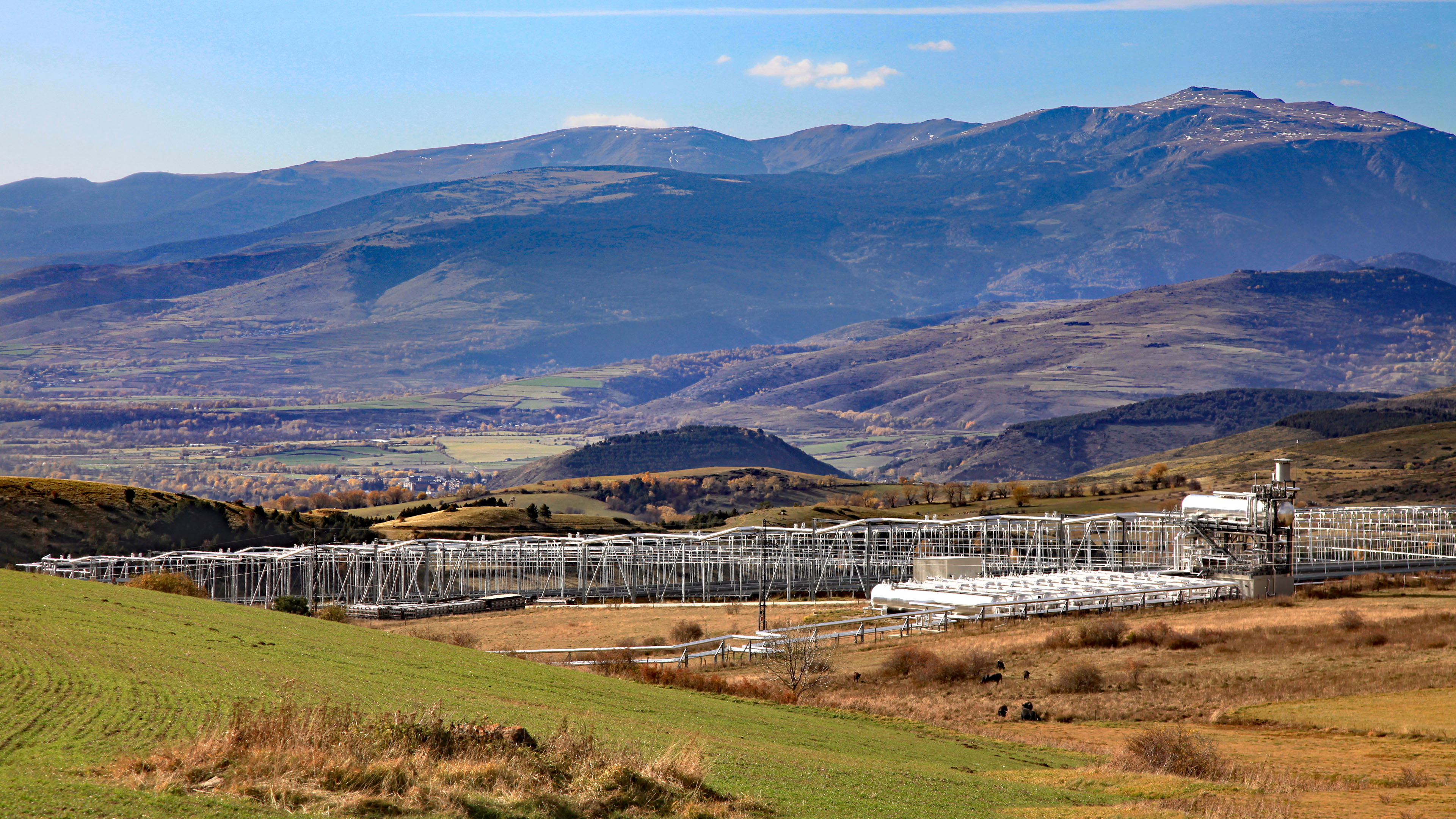
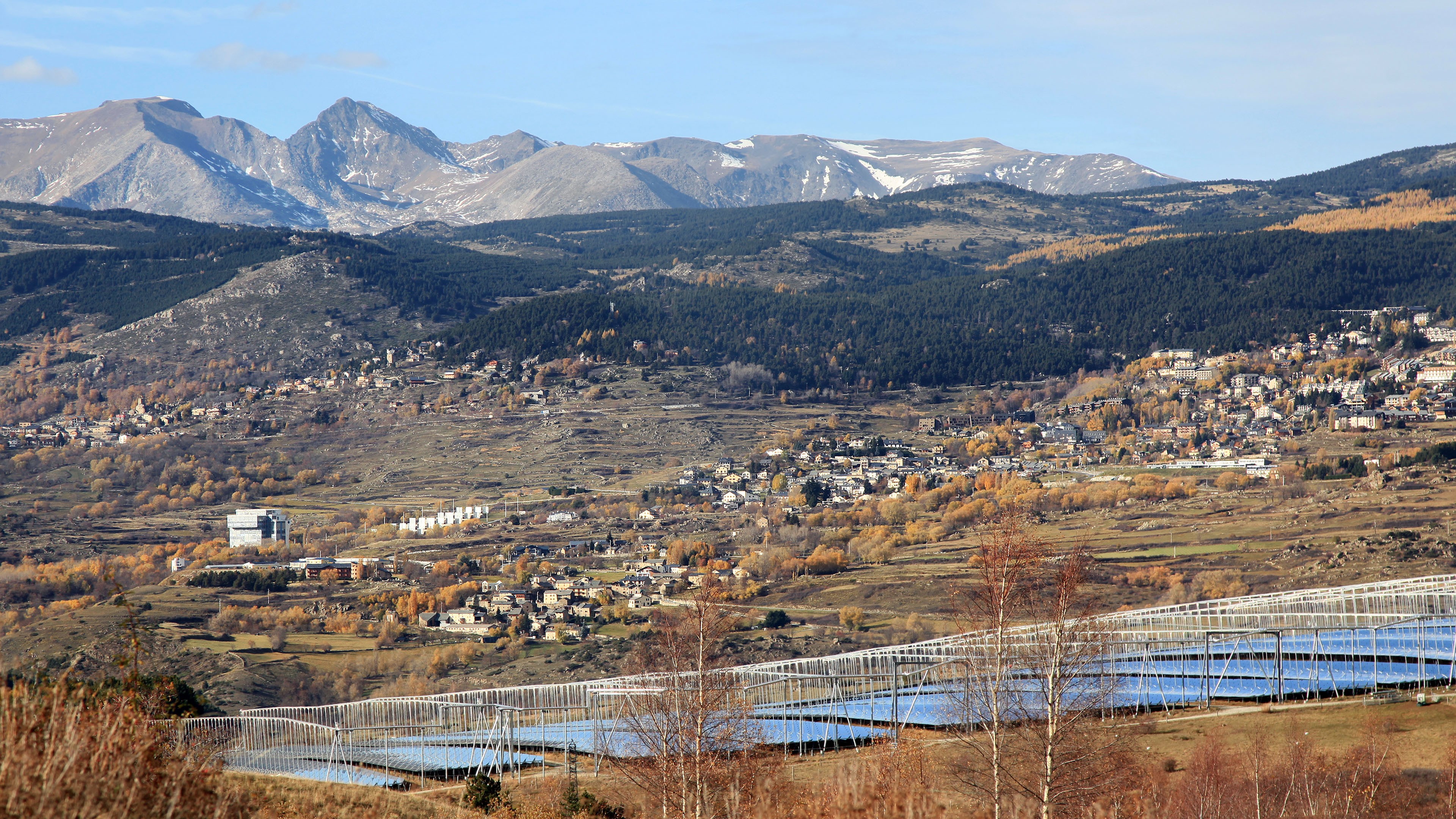
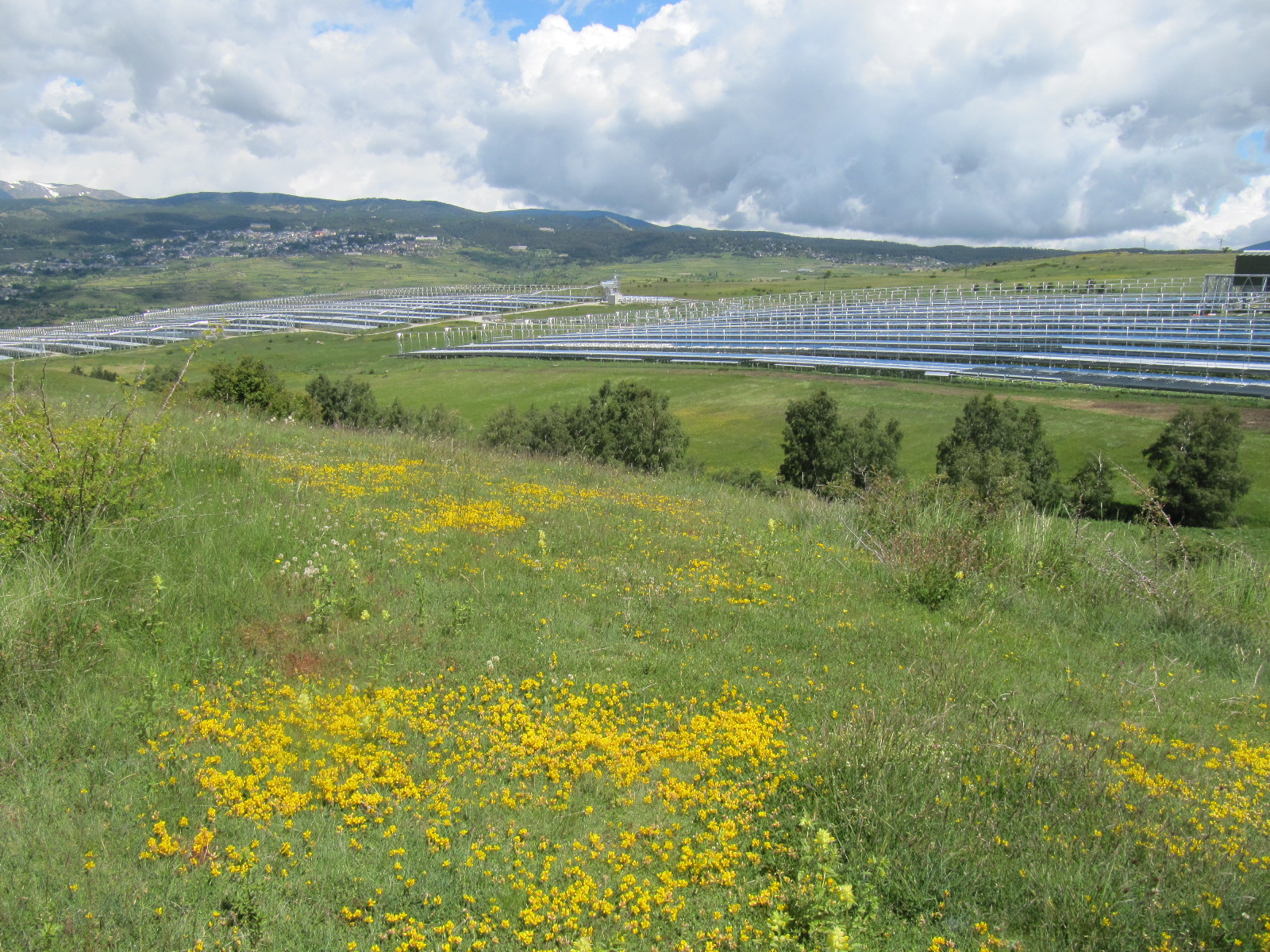